# Z-Score
Z-score – jeden ze wskaźników mineralnej gęstości kości, zwykle stosowany w zaawansowanej osteoporozie. Z-score jest ilością standardowych odchyleń mineralnej gęstości kości (BMD) osoby badanej w populacji osób tej samej płci i w tym samym wieku, czasem również tej samej wagi i pochodzenia etnicznego.
Z-score = (BMD pacjenta - średnie BMD) / (odchylenie standardowe)
Innym wskaźnikiem określającym stopień zaawansowania osteoporozy jest T-Score.